# 小時候彈珠堂
小時候彈珠堂是台灣一間以彈珠台為主題的連鎖娛樂品牌，創立於2019年，由熊好玩企業有限公司經營。門市主要設於夜市與商圈等地區，提供彈珠機相關遊戲設施。
截至2025年，據點遍及台灣各地，包含台北、新北、基隆、桃園、新竹、台中、宜蘭、台南與高雄等，共計34間。

## 歷史沿革
2019年，品牌於新竹設立首間據點，初期多位於夜市場域，營運模式結合彈珠機與簡易兌獎機制。
2021年，開始推動加盟制度，建立營運流程並拓展至北部地區。
2022年，展店進入中部與東部地區。門市推出結合復古彈珠機與彩券兌換機制的遊戲形式，做為吸引消費者參與的互動設計之一。
2023年，營運規模持續拓展，門市遍及基隆、台南與高雄等城市，進駐多個商圈。
2024年，西門町門市參與台北市「橘子嘉年華」城市探索活動，設置彈珠遊戲裝置作為互動關卡之一。
2025年，品牌啟動海外市場拓展規劃。同年，宜蘭羅東門市參與當地舉辦之觀光主題活動。

## 外部連結
- 小時候彈珠堂－Facebook
- 小時候彈珠堂－Instagram
- 小時候彈珠堂－Threads
- 小時候彈珠堂－官方網站